# Arturo García Chávez
Arturo García Chávez (siglo XIX), abogado, diplomático y político peruano. Ministro de Justicia, Instrucción, Culto y Beneficencia (1887-1888) y ministro plenipotenciario en Ecuador, donde suscribió con su par ecuatoriano Pablo Herrera González  el Tratado García-Herrera (1890).

## Biografía
En 1881 formó parte de la Asamblea Nacional de Ayacucho convocado por Nicolás de Piérola luego de la Ocupación de Lima durante la Guerra del Pacífico. Este congreso aceptó la renuncia de Piérola al cargo de Dictador que había tomado en 1879 y lo nombró presidente provisorio. Sin embargo, el desarrollo de la guerra generó la pérdida de poder de Piérola por lo que este congreso no tuvo mayor relevancia.
En agosto de 1886, siendo diputado suplente por la provincia de La Mar, y junto con Antonio Lorena Rozas (diputado por Cusco), Hildebrando Fuentes (diputado por Pallasca) y José María González (diputado por Pacasmayo), presentó al Congreso un proyecto que proponía la descentralización económica del Perú, que incluía, por ejemplo, la separación de la renta pública por regiones. Ese proyecto se debatió largamente, hasta que fue aprobado el 13 de noviembre del mismo año, pero con numerosas modificaciones que recortaban sus alcances, por lo que resultó inoperante.
Gobernaba el general Andrés A. Cáceres en su primer gobierno, cuando, el 8 de noviembre de 1887, se le confió el ministerio de Justicia, Instrucción, Culto y Beneficencia, formando parte del gabinete presidido por Aurelio Denegri. Meses después, alegando razones de salud, pidió su retiro, siendo sustituido el 11 de julio de 1888 por Adolfo Villagarcía.
Fue elegido diputado por la provincia de Andahuaylas en 1889. En mayo de 1889, siendo canciller del Perú Isaac Alzamora, fue acreditado en Quito (Ecuador) como enviado extraordinario y ministro plenipotenciario del Perú, con la misión de buscar una solución amistosa a la disputa de límites entre ambos países. En octubre de 1889, García inició una serie de reuniones con su par ecuatoriano Pablo Herrera González, que llevaron a la firma del Tratado García-Herrera (2 de mayo de 1890), que estableció una nueva frontera peruano-ecuatoriana. El congreso ecuatoriano aprobó el tratado, pero su homólogo peruano, bajo presión de los representantes amazónicos, condicionó su aprobación a la modificación en varias de sus partes, ya que consideró que cedía demasiado territorio al Ecuador. Este país no quiso aceptar ninguna revisión del tratado, pero el gobierno peruano se mantuvo inflexible en su posición. Finalmente el tratado fue declarado insubsistente por Ecuador, y ambas partes optaron por abrir nuevas negociaciones.
Su hijo Arturo García Salazar fue también diplomático y canciller del Perú (1918-1919).